# Station Sexbierum-Pietersbierum
Station Sexbierum-Pietersbierum (Sbp) was een station aan de spoorlijn Stiens - Harlingen. Het station van Sexbierum en Pietersbierum was geopend van 1 oktober 1903 tot 15 mei 1935.
Dit station is gebouwd naar het stationsontwerp met de naam Standaardtype NFLS, die voornamelijk werd gebruikt voor verschillende spoorwegstations in Friesland. Het station in Sexbierum-Pietersbierum viel binnen het type NFLS halte 1e klasse.